# Siames
För folkslaget, se Thailändare
Siames är en kattras som är känd för sina djupblå ögon och sin karakteristiska colorpointteckning som består av en mörkare region runt nosen, en så kallade mask, och på utstående extremiteter som ben, öron mm. Detta beror på den så kallad Himalayagenen, vilken hindrar det mörkare pigmentet (rött/svart) att aktiveras utom vid flera grader under "normal" kroppstemperatur, alltså där kroppen "kyls" mest.

## Historia
Siamesen är en mycket gammal kattras som anses ha sitt ursprung i Siam, nuvarande Thailand, därav namnet. På den allra första kattutställningen som hölls i London år 1871 fanns det representation från Siam, dock ännu inte med klassificering som egen ras.
Förr i tiden var det oerhört vanligt att siamesen var behäftad med defekter som svansknick och skelögdhet. Detta förekommer än idag, dock ej i någon stor utsträckning. I Thailand, där siamesen är ett frilevande djur, anser man att de både ska ha knick och skela – för att kunna kallas äkta. Rasen hör till de som är mest produktiva. Rekordet i antal ungar i en kull lär ligga på 13 stycken. 
Kattraserna balines, orientaliskt korthår, orientaliskt långhår och seychellois är närbesläktade med siamesen. Balinesen är en långhårig siames, oriental är en enfärgad siames, och seychellois är en vitfläcklig siames.

## Utseende
Det finns en mängd olika siamesfärger, men det som främst kännetecknar rasen är maskningen och de djupblå ögonen. Siamesen behöver inte vara helmaskad, utan så kallad tabbymaskning (randig maskning) tillåts också i rasstandarden.
En siames skall enligt rasstandarden se ut på följande sätt:
- Kropp: slank, elegant och muskulös.
- Ben och tassar: Höga och eleganta, bakbenen något högre än frambenen. Tassarna skall vara ovala.
- Huvudet: skall vara triangelformat med stora och luftiga öron som gärna får sitta lågt.
- Ögon: Snedställda och mandelformade. Djupt blå i färgen.
- Svans: Lång och piskliknande.
- Päls: Glänsande, silkeslen och tätliggande.
- Storlek: Siameser varierar i storlek, men det är en så kallad mellanstor katt som brukar väga mellan 2,5 och 5,5 kg. Hanar blir något större än honor.

Det är en stor skillnad på hur en modern siames ser ut idag till skillnad från äldre varianter. Den moderna siamesen har större öron, mer kilformat nosparti och längre, slankare kropp. Som en slags motreaktion för rasens utveckling har vissa uppfödade runtom i världen börjat föda upp "applehead siamese"/"traditional siamese", en rundare och mer ursprungslik variant. Även rasen Thai, också den mer "trogen" till ursprungskatterna, har börjat komma in i Sverige.

## Temperament
Siameser är i allmänhet mycket livliga katter, med en mörk och tydlig röst. Den kallas ibland "hundkatten",[källa behövs] och detta beror på att den är mycket intelligent och läraktig. Den apporterar gärna och lär sig lätt att gå i koppel. För övrigt är det en mycket tillgiven och lekfull katt, men man skall komma ihåg att den kräver mycket uppmärksamhet, sällskap och aktivitet, och bör därför inte vara ensam katt i hushållet. Siamesen har en hög röst som är lite babyliknande och den "pratar" gärna med sin ägare.  